# A Clockwork Orange
 For alternative betydninger, se A Clockwork Orange (flertydig). (Se også artikler, som begynder med A Clockwork Orange)
A Clockwork Orange er en science fiction-roman af Anthony Burgess fra 1962, i dansk oversættelse 1972. En filmatisering instrueret af Stanley Kubrick kom 1971.
Bogen, hvis handling udspiller sig i et fremtidigt (1995), mørkt England under russisk indflydelse, er fortalt (ofte forskønnende eller indsmigrende) af med den unge (15 år) Alex, der har sociopatiske tilbøjeligheder til grov vold, sexkriminalitet, mælk med adrenokrom — og klassisk musik.
Alex dømmes efter en stribe voldsforbrydelser til 14 års fængsel for mord, men løslades efter to år, da han har gennemgået en ny adfærdsbehandling – Ludovico-teknikken – som i løbet af to uger gør ham voldsomt dårlig bare ved tanken om vold eller sex. Alex er i slutningen af bogen reduceret til en for omgivelserne helt ufarlig person, ude af stand til at gøre ondt, men dermed også reduceret som menneske.